# Thomas Späth
Thomas Späth (* 4. Februar 1956 in Schaffhausen) ist ein Schweizer Althistoriker.
Thomas Späth studierte von 1975 bis 1978 und von 1980 bis 1985 Geschichte, Französisch und Soziologie an der Universität Basel und von 1978 bis 1980 Geschichte und Französisch an der Sorbonne (Paris III). 1985 schloss er das Studium mit dem Lizenziat ab.
Zwischen 1981 und 1987 bekleidete Späth eine Halbtagsstelle als Lehrbeauftragter für Geschichte an der Kantonsschule Schaffhausen. Er engagierte sich aktiv in der studentischen Hochschulpolitik und war von 1984 bis 1987 Mitglied der Hochschulpolitischen Kommission des Verbandes der Schweizer Studentenschaften (VSS) und Delegierter des VSS in Ausschuss und Plenarversammlung der Schweizerischen Hochschulkonferenz. Für das Postgraduiertenstudium weilte Späth erneut zwischen 1987 und 1991 in Paris, nun an der École des hautes études en sciences sociales. Er promovierte 1991 in Basel mit einer Dissertation zum Thema Männlichkeit und Weiblichkeit bei Tacitus. Zur Konstruktion der Geschlechter in der römischen Kaiserzeit. Von 1992 bis 1997 war Späth als Sekretär der Gewerkschaft Erziehung in Basel auf einer halben Stelle beschäftigt, 1996/97 war er zudem als Wissenschaftlicher Assistent (Chercheur associé) am Centre national de la recherche scientifique in Straßburg tätig. Zwischen 1996 und 1998 nahm Späth Lehraufträge an der Universität Basel und der Universität des Oberelsass in Mülhausen wahr. Anschliessend war er bis 2000 Mitglied des Istituto Svizzero di Roma. 2000 wurde er Assistent am Seminar für Alte Geschichte der Universität Basel, Lehraufträge nahm er zudem zwischen 2003 und 2005 an der Universität Zürich und der Universität Bern wahr. 2005 habilitierte er sich in Basel. Von 2005 bis 2008 hatte Späth einen Lehrauftrag für die Sekundar-Lehrkräfte-Ausbildung am Historischen Seminar der Universität Basel, von 2006 bis 2008 war er Leiter des Masterstudienganges Kulturwissenschaft der Antike (Trinationaler Master in Altertumswissenschaften) am Departement Altertumswissenschaften und Orientalistik der Universität. 2007 wurde er Assistenzprofessor für die römische Geschichte an der Université Marc Bloch in Straßburg. Seit September ist er Dozent für Antike Kulturen und Antikekonstruktionen am Center for Global Studies der Universität Bern und seit 2009 dort auch Assoziierter Professor.
Späth forscht vorrangig zur Geschlechtergeschichte der Antike, zu Theorien und Methoden der Geschichtsschreibung und Praktiken antiker Historiographie, zu historisch-anthropologischen Fragen zur griechischen und römischen Antike sowie zur Bilderwelt der Antike in der Populärkultur des 20. Jahrhunderts. Sein mit Beate Wagner-Hasel herausgegebenes Buch Frauenwelten in der Antike. Geschlechterordnung und weibliche Lebenspraxis hat mittlerweile schon mehrere Auflagen erlebt.

## Schriften (Auswahl)
- Männlichkeit und Weiblichkeit bei Tacitus. Zur Konstruktion der Geschlechter in der römischen Kaiserzeit. Campus, Frankfurt am Main/New York 1994, ISBN 3-593-35193-5 (= Geschichte und Geschlechter. Bd. 9).
- mit Beate Wagner-Hasel (Herausgeber): Frauenwelten in der Antike. Geschlechterordnung und weibliche Lebenspraxis. Metzler, Stuttgart/Weimar 2000, ISBN 3-476-01677-3.